# Észak-atlanti vízsüllyedés
Az észak-atlanti térség vízsüllyedési mechanizmusa egy folyamatos tengeri vízcirkuláció. Az Észak-atlanti vízsüllyedés hajtja az Észak-atlanti-áramlatot, de van, hogy lassul a vízsüllyedés. Valahányszor az utóbbi helyzet áll elő, negyedével csökken az észak-atlanti térség teljes hőbevétele. Ez éppen elég nagy veszteség ahhoz, hogy magyarázatot adjon a grönlandi jégminták hőmérsékleti rekonstrukcióján látható ingadozásokra. Számítógépes klímamodell kísérletekkel sikerült kimutatni, hogy az észak-atlanti vízsüllyedési mechanizmus rendkívül érzékeny a térség édesvízbevételére. Ha ez növekszik, akkor csökken a Golf-áramlat vizének sótartalma és ez oda vezethet, hogy teljesen leáll a vízsüllyedés.
A koncentrált vízsüllyedés két dolgot von maga után: egyrészt a felszínen helyet csinál a folyamatosan érkező áramlásnak, s ezáltal biztosítja annak folyamatosságát, másrészt lent maga előtt tolja a mély vizet. 
Az észak-atlanti térség vízmérlegének változása a tengeri jég (Északi-sark, Grönland, Antarktisz, jégsapkák (Himalája, Kilimandzsáró) olvadásából, a térség melléktengereibe ömlő folyók vízhozamának növekedéséből, a csapadék mennyiségének növekedéséből ered. A tengeri jég olvadását kiválthatja és felgyorsíthatja a növekvő üvegházhatás.
Ha csökken a Golf-áramlás vizének sótartalma, leáll a vízsüllyedés, aminek nyomán az egész mélyvízi áramlás lebénul és megzavarodik. Ha az Atlanti-óceán melegvíz-utánpótlása megakadna, az észak-atlanti medence környezetében az éves középhő-mérséklet 5-10 fokkal süllyedne. 
Az antarktiszi vízsüllyedés jelentősen lassult az észak-atlanti vízsüllyedéshez képest. Wallace Broecker (Lamont-Doherty Intézet) számításai azt mutatják, hogy míg az elmúlt 800 évben a vízsüllyedés mind az Antarktisz, mind az Észak-Atlantikum körzetében azonos, másodpercenként 15 millió köbméter (vagyis 15 sverdrup) volt, az utóbbi néhány évtizedben a Weddell-tengeren a vízsüllyedés mértéke 4-5 sverdrupra csökkent.

## Lásd még
- Észak-atlanti-áramlat
- Golf-áramlat
- tengerszint-emelkedés
- Gleccserek olvadása
- El Niño